# غودفري كينيدي
غودفري كينيدي (بالإنجليزية: Godfrey Kennedy)‏ هو نحات زيمبابوي، ولد في 1974.